# Radio Erzgebirge
Ne doit pas être confondu avec Radio Erzgebirge 107,7.
Radio Erzgebirge est une station de radio locale privée implantée à Annaberg-Buchholz, dans la Saxe.

## Programme
Le programme principal de Radio Erzgebirge provient de Broadcast Sachsen GmbH & Co. KG, qui comprend également Hitradio RTL Sachsen. Les nouvelles locales et le programme de l'après-midi sont produits directement à Annaberg-Buchholz. Le répertoire de la station comprend principalement de la musique des années 1980 à nos jours.
Radio Erzgebirge est membre de l'association des stations de Sachsen Funkpaket. Les stations, spécialement conçues pour les villes et les zones métropolitaines de Saxe, diffusent chacune un programme complet de 24 heures, y compris Radio Erzgebirge. Elle s'adresse à un public cible âgé de 30 à 49 ans.
Les informations sont diffusés toutes les heures à la 50e de chaque heure de la journée. De plus, des rapports de circulation sont faites toutes les demi-heures ainsi que des informations actuelles et des informations sur les événements de la région.

## Histoire
Erzgebirge 107 Punkt 2 diffuse pour la première fois le 21 octobre 2005. Le 23 juillet 2007, Erzgebirge 107 Punkt 2 a un nouveau nom, la fréquence du nom est supprimée pour ne pas être confondu avec Radio Erzgebirge 107,7.

## Source de la traduction
- (de) Cet article est partiellement ou en totalité issu de l’article de Wikipédia en allemand intitulé « Radio Erzgebirge » (voir la liste des auteurs).